# The Way We Were (álbum de Andy Williams)
The Way We Were es el trigésimo segundo álbum de estudio del cantante Andy Williams.  Fue publicado en mayo de 1974 a través del sello discográfico Columbia Records.

## Grabación y contenido
The Way We Were se grabó en los estudios MGM, en Culver City, California desde el 21 hasta el 27 de marzo de 1974. Mike Curb produjo el álbum y Ed Greene se desempeñó como ingeniero de audio, con adiciones hechas por Michael Lloyd y John Puckett. The Way We Were contenía 10 canciones y supuso su regreso a cantar canciones que su público ya conocía después de que Solitaire, que fue menos dependiente de versiones de éxitos pop recientes, no tuviera un buen desempeño en las listas. Todas las canciones alcanzaron el puesto número 1 en la lista Easy Listening de la revista Billboard en algún punto, con la excepción de «You're the Best Thing That Ever Happened to Me», «Killing Me Softly with Her Song» e «If I Could Only Go Back Again».

## Recepción de la crítica
Un escritor no especificado de Billboard declaró: “Una vez más, Williams trae a casa un ganador. Con un buen ritmo, este disco ofrece lo mejor de Williams—deslizándose suavemente a través de cada melodía con su habilidad única para perfeccionar una letra al máximo. Los arreglos completos y la mezcla de estudio son un plus definitivo. Debería resultar una delicia para los programadores de MOR”. Un escritor no especificado de la revista Cash Box comentó: “Andy presenta estos clásicos modernos con su estilo inimitable”. Un escritor no especificado de la revista Record World declaró: “Después de un álbum experimental con el productor mago Richard Perry, Andy regresa a lo que mejor sabe hacer: Cantar los favoritos de hoy... y posiblemente los estándares del mañana”.

## Rendimiento comercial
The Way We Were fue su segundo álbum de estudio de 30 lanzados por Columbia que no llegó a la lista Top LP's & Tape de Billboard. Tras su lanzamiento, The Way We Were debutó en la lista de álbumes del Reino Unido en el número 30 durante la semana que finalizó el 15 de junio de 1974. La semana siguiente ascendió al puesto número 16, y el 29 de junio del mismo año alcanzó el número 7, su máxima posición. El álbum cayó al número 8 la semana siguiente y pasó un total de diez semanas en ese país, siendo su posición final en el número 37 durante la semana del 17 de agosto.

## Lista de canciones
| Lado uno |                                                  |                             |          |  |
| N.º      | Título                                           | Escritor(es)                | Duración |  |
| 1.       | «You're the Best Thing That Ever Happened to Me» | Jim Weatherly               | 4:15     |  |
| 2.       | «I Won't Last a Day Without You»                 | Roger Nichols Paul Williams | 5:14     |  |
| 3.       | «Killing Me Softly with Her Song»                | Norman Gimbel Charles Fox   | 4:25     |  |
| 4.       | «Touch Me in the Morning»                        | Ron Miller Michael Masser   | 3:48     |  |
| 5.       | «Love's Theme»                                   | Aaron Schroeder Barry White | 2:56     |  |

| Lado dos |                                 |                                              |          |  |
| N.º      | Título                          | Escritor(es)                                 | Duración |  |
| 1.       | «Sunshine on My Shoulders»      | John Denver Dick Kniss Mike Taylor           | 3:08     |  |
| 2.       | «The Way We Were»               | Alan Bergman Marilyn Bergman Marvin Hamlisch | 3:14     |  |
| 3.       | «The Most Beautiful Girl»       | Norris Wilson Billy Sherrill Rory Bourke     | 3:10     |  |
| 4.       | «Seasons in the Sun»            | Rod McKuen Jacques Brel                      | 4:38     |  |
| 5.       | «If I Could Only Go Back Again» | Mike Curb Alan Osmond                        | 3:05     |  |

## Posicionamiento
| Gráfica (1974)                                  | Pico de posición |
| ----------------------------------------------- | ---------------- |
| Estados Unidos (Cash Box Top 100 Albums Cont'd) | 154              |
| Reino Unido (UK Albums Chart)                   | 7                |

## Certificaciones y ventas
| País                                                     | Certificación | Ventas  |
| -------------------------------------------------------- | ------------- | ------- |
| Reino Unido (BPI)                                        | Plata         | 60 000* |
| *cifras de ventas basadas únicamente en la certificación |               |         |